# Podział administracyjny Belize

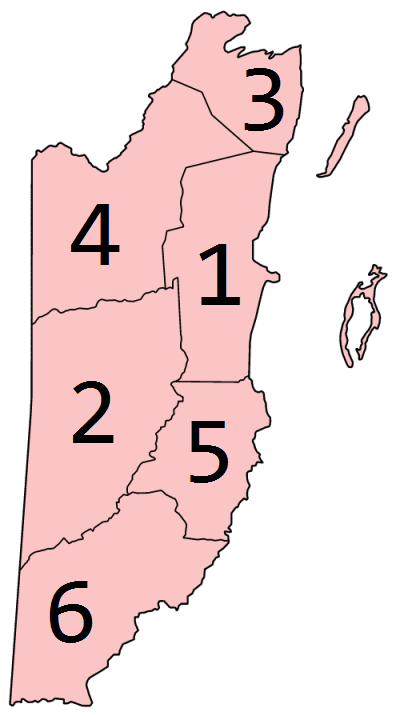
Podział Belize

Belize podzielone jest na 6 dystryktów (districts):
| lp. | dystrykt             | ludność 2000 | powierzchnia w km² | stolica     |
| --- | -------------------- | ------------ | ------------------ | ----------- |
| 1.  | Dystrykt Belize      | 68 197       | 4 204              | Belize      |
| 2.  | Dystrykt Cayo        | 52 564       | 5 338              | Belmopan    |
| 3.  | Dystrykt Corozal     | 32 708       | 1 860              | Corozal     |
| 4.  | Dystrykt Orange Walk | 38 890       | 4 737              | Orange Walk |
| 5.  | Dystrykt Stann Creek | 24 548       | 2 176              | Dangriga    |
| 6.  | Dystrykt Toledo      | 23 297       | 4 649              | Punta Gorda |
|     | Razem                | 240 204      | 22 964             |             |